# Evan Roberts
Evan John Roberts (1878 – 1951) était un évangéliste pentecôtiste gallois. Il fut l’un des principaux leaders du Réveil gallois de 1904-1905.

## Biographie

### Premières années
Evan Roberts est né le 8 juin 1878 à Loughor, près de Swansea, au Pays de Galles dans une famille ouvrière très religieuse. Il était le cadet des deux enfants de Henry and Hannah Roberts, qui élevèrent leurs enfants dans la foi méthodiste calviniste. Enfant très pieux, Evans était assidu à l’église et apprenait par cœur des passages de la Bible la nuit. Depuis l’âge de 11 ans et jusqu’à ses 23 ans, il travailla avec son père aux mines de charbon. Il a été rapporté qu’une explosion est survenue un jour qu’Evan assistait son père au fond de la mine, brûlant la Bible qu’il avait toujours avec lui. Evan fut alors envoyé comme apprenti forgeron chez un oncle à Pontarddulais.
Encore très jeune, son zèle exceptionnel et la chaleur de son caractère étaient déjà bien connus au Pays de Galles. Il priait plusieurs heures chaque semaine soit individuellement. Six jours sur sept, il prenait part aux réunions de prière et aux études bibliques de son église et de la région. Il fit cela fidèlement pendant 13 ans.
À 26 ans, il souhaite devenir prédicateur et retourne pour s’y préparer à l’école de Newcastle Emlyn. Il ne terminera toutefois pas sa formation, car il se mettra très vite à évangéliser.

### Ministère au sein du Réveil gallois
En effet, la même année (1904), il participa à un culte présidé par l’évangéliste Seth Joshua à Blaenanerch, quartier de Cardigan (Pays de Galles) qui le conduisit à expérimenter le baptême du Saint-Esprit. Dès l’automne, il commença à parler devant des assemblées d’abord modestes mais qui devinrent rapidement plus  importantes. Ces prises de parole le conduisirent à s’engager dans le mouvement du Réveil qui avait été lancé par le charismatique prédicateur méthodiste de New Quay (près de Cardigan), Joseph Jenkins. Evan Roberts, accompagné de son frère Dan et de son meilleur ami Sidney Evans, fit une tournée des vallées du sud du Pays de Galles qui eut un important retentissement, d’autant plus que la presse s’en empara. Les quotidiens gallois (le Western Mail et le South Wales Daily News), suivirent chaque jour l’actualité des réunions et des conversions, et générèrent à la fois une publicité énorme et une atmosphère d’intense excitation qui dut sans nul doute apporter de l’eau au moulin des jeunes évangélisateurs. Le Western Mail s’attacha particulièrement à rendre compte des activités d’Evan Roberts à Loughor. En moins de deux semaines, le Réveil gallois avait attiré l’attention de la presse nationale britannique. Le phénomène fit même de l’ombre aux succès pourtant historiques de l’équipe de rugby galloise, vainqueur du Tournoi des 4 nations (à l’époque) en 1905 ! Les journaux se firent l’écho des effets du Réveil, des bars qui fermaient et des églises qui se remplissaient, l’une des histoires les plus pittoresques étant celle des petits chevaux de la mine qui ne comprenaient plus le langage soudain épuré de leurs conducteurs convertis par le Réveil. On estime à environ 100 000 personnes le nombre de personnes touchées par cette vague du Réveil gallois de 1904-1905
Soutenu par la communauté et poussé par l’élan médiatique, Evan Roberts fut dès lors appelé à voyager, avec les mêmes compagnons, dans tout le Royaume-Uni pour parler dans des réunions et conventions du Réveil.
Son apport fut celui de la jeunesse et de l’enthousiasme. Très intense dans l’émotion et novateur dans son style oratoire, il introduisit aussi des chants religieux entièrement nouveaux, notamment ceux du « chœur des sœurs » (les « singing sisters »). Il prêchait souvent longuement, parfois après de longues luttes intérieures en silence, et pouvait participer à des réunions tardives pour enchaîner avec une présence à la pointe du jour lors de la prise de poste des ouvriers mineurs en horaire du matin pour les inviter aux prochaines réunions.
Evan Roberts refusa d’être considéré comme une célébrité même s’il était devenu en quelques mois le plus important porteur du Réveil gallois. Il donna à l’église tout don d'argent qui lui fut fait personnellement.

### Effondrement
Evan Roberts devait rapidement sentir les effets de son engagement total au service du Réveil et du manque de repos. Dès 1906, il connut une sorte de dépression physique et émotionnelle dont il ne se remit jamais complètement. Sa foi était intacte ainsi qu’en témoignent ses écrits de l’époque mais il eut besoin de solitude, et se mit à écrire des poèmes. Il développa une discipline de vie et retourna à la prière comme principal ministère. Il fut recueilli pendant plusieurs années par le ménage Penn-Lewis. Mme Jessie Penn-Lewis, qui était elle-même une prédicatrice du Réveil de tendance pentecôtiste, publia conjointement avec Evan Roberts un ouvrage appelé "War on Saints", où sont dénoncés certains aspects du Réveil.
Quelques-uns ont spéculé sur l’influence qu’aurait eue Jessie Penn-Lewis sur Evan Roberts. Peut-être en capitalisant sur la popularité d'Evan Roberts, elle poursuivit une carrière d’auteur et de prédicateur, notamment dans le cadre des Conventions de Keswick.

### Fin de vie
Evan Roberts s’installa à Brighton en 1921. Nombreux étaient ceux qui voulaient le voir revenir au Pays de Galles. Mais il s’était persuadé que sa vocation était la prière et l’intercession, et qu’il atteindrait par là des résultats encore meilleurs. Il fit paraître un certain nombre de publications pour encourager la mission intérieure comme les missions étrangères, et il est possible qu’elles aient eu une influence pour déclencher des vocations missionnaires parmi les Gallois. Certains furent blessés et lui reprochèrent son refus de revenir au Pays de Galles. Il est possible qu’il ait été heurté par certains excès de style charismatique lors des réunions du Réveil et qu’il ait considéré que tout ce qui se passait dans ces réunions ne venait pas de Dieu. Même le bref retour qu’il fit dans son pays natal lors des obsèques de son père ne le décida pas à changer d’avis.
Pour influent qu'il ait été, son ministère fut toutefois de courte durée ; il s'isola ensuite du monde exterieur pendant plus de 40 ans.
Il vécut ses dernières années dans la discrétion la plus totale à Cardiff et y mourut sans bruit le 29 septembre 1951, à 73 ans. Il fut enterré sur un terrain familial derrière la chapelle de Mariah à Loughor.
Une colonne y commémore aujourd’hui sa vie et sa contribution au Réveil gallois.

## Messages-clé
Evan Roberts concentra très tôt son message en quatre points très percutants :
1) Chacun doit reconnaître tous ses péchés devant Dieu et s'en repentir. L'église doit être nettoyée. Si l’on a le moindre doute, à propos d’une chose dans notre vie, qu’elle soit une bonne chose, alors il faut y renoncer. (Enseignement tiré, entre autres passages bibliques possibles, de l’épître aux Romains, chapitre 14, verset 23 : « Mais celui qui a des doutes au sujet de ce qu'il mange est condamné, parce qu'il n'agit pas par conviction. Tout ce qui n'est pas le produit d'une conviction est péché. »)
2) Avez-vous pardonné à tout le monde? Sinon, nous ne pouvons espérer de pardon pour nos péchés. (Enseignement tiré, entre autres passages bibliques possibles, de l’évangile de Marc, chapitre 12, verset 26 « Pour ce qui est de la résurrection des morts, n'avez-vous pas lu, dans le livre de Moïse, ce que Dieu lui dit, à propos du buisson : Je suis le Dieu d'Abraham, le Dieu d'Isaac, et le Dieu de Jacob ? »)
3) Nous devons obéir à l'Esprit. Faites ce que l'Esprit vous suggère. C'est nécessaire si nous voulons être utilisés par Lui.
4) Le Christ doit être confessé publiquement comme notre Sauveur. Cela ne doit pas seulement être une expérience unique à notre salut ou au baptême.

## Influence et postérité
Le 100e anniversaire du Réveil gallois de 1904-1905 a relancé l’intérêt pour cet épisode et pour son jeune apôtre. L’histoire d’Evan Roberts et son rôle dans le Réveil gallois de 1904-1905 a été le sujet en 2005 d’une comédie musicale écrite par Mal Pope et intitulée Amazing Grace in 2005.
Bien que de très courte durée, le Réveil gallois si puissamment porté par Evan Roberts s'étendit à l'Angleterre et à l’Écosse où l'on estime qu'un million de personnes furent touchées. Des missionnaires portèrent le message  à l'étranger. L'instance d'Evan Roberts sur le fait d'être "habité par l'Esprit saint" participa à la convergence d'idées à l'origine du mouvement pentecôtiste, qui apparut en Californie juste après le Réveil gallois.

## Œuvres
- War on The Saints, co-écrit avec Jessie Penn-Lewis, Diggory Press, 1912, éditeur: Thomas E Lowe Ltd ; 9e édition (juin 1973), 325 pages,  (ISBN 9780913926048)

## Sources
- Invasion Of Wales By The Spirit Through Evan Roberts, James A. Stewart, Revival Literature, 1963.
- God's Generals, Roberts Liardon, Whitaker House, 1996.
- Holding Forth the Word of Life, Heath Church, 2000
- Instrument of Revival, Brynmor P. Jones, Logos, 1995
- National Library of Wales, Sir John Herbert Lewis Papers

### En anglais
- Evan Roberts – Welsh Revival
- Evan at 100 Welsh Heroes

### En français
- Page sur Evan Roberts sur le site « La Sentinelle de Néhémie », consacré au Réveil
- Page sur Evan Roberts sur le site évangélique canadien « Enseigne moi ».